# AKAP14
AKAP14 (англ. A-kinase anchoring protein 14) – білок, який кодується однойменним геном, розташованим у людей на довгому плечі X-хромосоми. Довжина поліпептидного ланцюга білка становить 197 амінокислот, а молекулярна маса — 22 815.
| 10         |  | 20         |  | 30         |  | 40         |  | 50         |
| ---------- |  | ---------- |  | ---------- |  | ---------- |  | ---------- |
| MSETQNSTSQ |  | KAMDEDNKAA |  | SQTMPNTQDK |  | NYEDELTQVA |  | LALVEDVINY |
| AVKIVEEERN |  | PLKNIKWMTH |  | GEFTVEKGLK |  | QIDEYFSKCV |  | SKKCWAHGVE |
| FVERKDLIHS |  | FLYIYYVHWS |  | ISTADLPVAR |  | ISAGTYFTMK |  | VSKTKPPDAP |
| IVVSYVGDHQ |  | ALVHRPGMVR |  | FRENWQKNLT |  | DAKYSFMESF |  | PFLFNRV    |

A: Аланін

C: Цистеїн

D: Аспарагінова кислота

E: Глутамінова кислота

F: Фенілаланін

G: Гліцин

H: Гістидин

I: Ізолейцин

K: Лізин

L: Лейцин

M: Метіонін

N: Аспарагін

P: Пролін

Q: Глутамін

R: Аргінін

S: Серин

T: Треонін

V: Валін

W: Триптофан

Задіяний у такому біологічному процесі, як альтернативний сплайсинг. 
Локалізований у цитоплазмі.